# Atlantikum
| Serie      | Klimastufe    | Pollen- zone | Zeitraum (v. Chr.) |
| ---------- | ------------- | ------------ | ------------------ |
| Holozän    | Subatlantikum | X            | 450 bis heute      |
| Holozän    | Subatlantikum | IX           | 450 bis heute      |
| Holozän    | Subboreal     | VIII         | 3.710–450          |
| Holozän    | Atlantikum    | VII          | 7.270–3.710        |
| Holozän    | Atlantikum    | VI           | 7.270–3.710        |
| Holozän    | Boreal        | V            | 8.690–7.270        |
| Holozän    | Präboreal     | IV           | 9.610–8.690        |
| Pleistozän | Jüngere Dryas | III          | 10.730–9.700 ± 99  |

Als Atlantikum wird eine zeitlich nur unscharf zwischen ca. 8000 v. Chr. und 4000 v. Chr. in Nordeuropa zu fassende Klimastufe bezeichnet, die den Pollenzonen VI und VII entspricht. Die wärmste und feuchteste Periode dieser Blytt-Sernander-Sequenz umfasst auch das „Holozäne Optimum“. Die Chronologie differiert nach Wissenschaftsgebiet, Bearbeitungsstand und räumlichem Geltungsbereich teilweise erheblich (siehe auch nebenstehende grafische Zusammenschau).
Der Symbolschlüssel in der Geologie für die Periode lautet: qhat. In der internationalen Fachliteratur wird das Atlantikum auch als Holocene Thermal Maximum (HTM) beziehungsweise als Holocene Climatic Optimum bezeichnet.
Das Atlantikum folgt auf das Boreal und wird seinerseits vom Subboreal abgelöst.

## Definition
Der Begriff Atlantikum wurde 1876 von Axel Gudbrand Blytt in die wissenschaftliche Literatur eingeführt. Er unterschied das Atlantikum mit atlantischem, also ozeanischem Klima vom wesentlich kühleren, vorausgehenden Boreal.

## Stratigraphie und Datierung
Das Atlantikum wurde von Franz Firbas in ein Älteres Atlantikum, seine Pollenzone VI, und ein Jüngeres Atlantikum, seine Pollenzone VII, unterteilt. Die Grenze zwischen beiden ergibt sich aus dem Kälterückfall bei 6200 vuZ, von englischsprachigen Geologen "8.2 BP event" benannt.
Die Grenzen des Atlantikums zu den anderen Stufen sind relativ unscharf. Sein Beginn wird gewöhnlich mit 7270 Jahren v. Chr. festgelegt. Dem eigentlichen Atlantikum wird oft ein so genanntes Präatlantikum oder Frühes Atlantikum vorangesetzt, dessen Untergrenze bei 8040 v. Chr. und dessen Obergrenze bei 6200 v. Chr. liegt (kalibrierte Kalenderjahre). Für den Beginn des Atlantikums bietet sich auch der markante Kälterückfall bei 6200 v. Chr. an. Kul'kova und andere definieren das Atlantikum als die Zeitspanne von 8000 bis 5000 BP und unterteilen es anhand von Seewasserständen in drei Stufen (von jung nach alt):
- Spätes Atlantikum AT3 – 6500 bis 5700 Jahre BP – erneut ansteigende Wasserstände – erneuter leichter Temperaturanstieg
- Mittleres Atlantikum AT2 – 7000 bis 6500 Jahre BP – relativ niedriger Wasserstand – allmählicher Temperaturrückgang
- Frühes Atlantikum AT1 – 8000 bis 7000 Jahre BP – hoher Wasserstand – Temperaturoptimum

Beim Späten Atlantikum scheiden sie ferner zwei Unterstufen aus:
- Spätes Atlantikum I – 6500 bis 6000 Jahre BP
- Spätes Atlantikum II – 6000 bis 5700 Jahre BP

Auch für das Ende des Atlantikums ist es schwierig, eine klar gezogene Obergrenze zu finden. Gewöhnlich wird 3710 v. Chr. angegeben, manche Autoren sehen auch den nach 4800 v. Chr. erfolgenden Temperaturrückgang als signifikant an. Die Biostratigraphie bedient sich des Ulmenrückgangs, der jedoch diachron zwischen 4300 und 3100 v. Chr. erfolgte.

### Zeitliche Einordnung
Bemerkung: Nur die mit einer schwarzen Trennlinie markierten Grenzen sind mehr oder weniger exakt; sie basieren auf Jahresschichten in Seesedimenten in Nord-Zentral-Europa und gelten streng genommen nur für die Klimastufen. Die anderen Grenzen sind unsicher und nicht starr festgelegt. Insbesondere die Grenze zwischen Mittel- und Jungholozän ist sehr variabel. Bei den Kulturstufen ist die regional unterschiedliche Entwicklung zu beachten.

## Globale Aspekte
In der Paläoklimatologie bezeichnet der Begriff eine Blytt-Sernander-Klimastufe des Holozäns. Hier hält die Diskussion über Höhe und Abfolge der holozänen Temperaturschwankungen unvermindert an. Die Sahara zeigte zum Höhepunkt des Atlantikums wegen des feuchteren Klimas und des erhöhten Monsunregens ein reiches Tier- und Pflanzenleben, während sie in der heutigen Erwärmungsperiode eher trockener zu werden scheint (siehe auch Neolithisches Subpluvial).

### Temperaturentwicklung

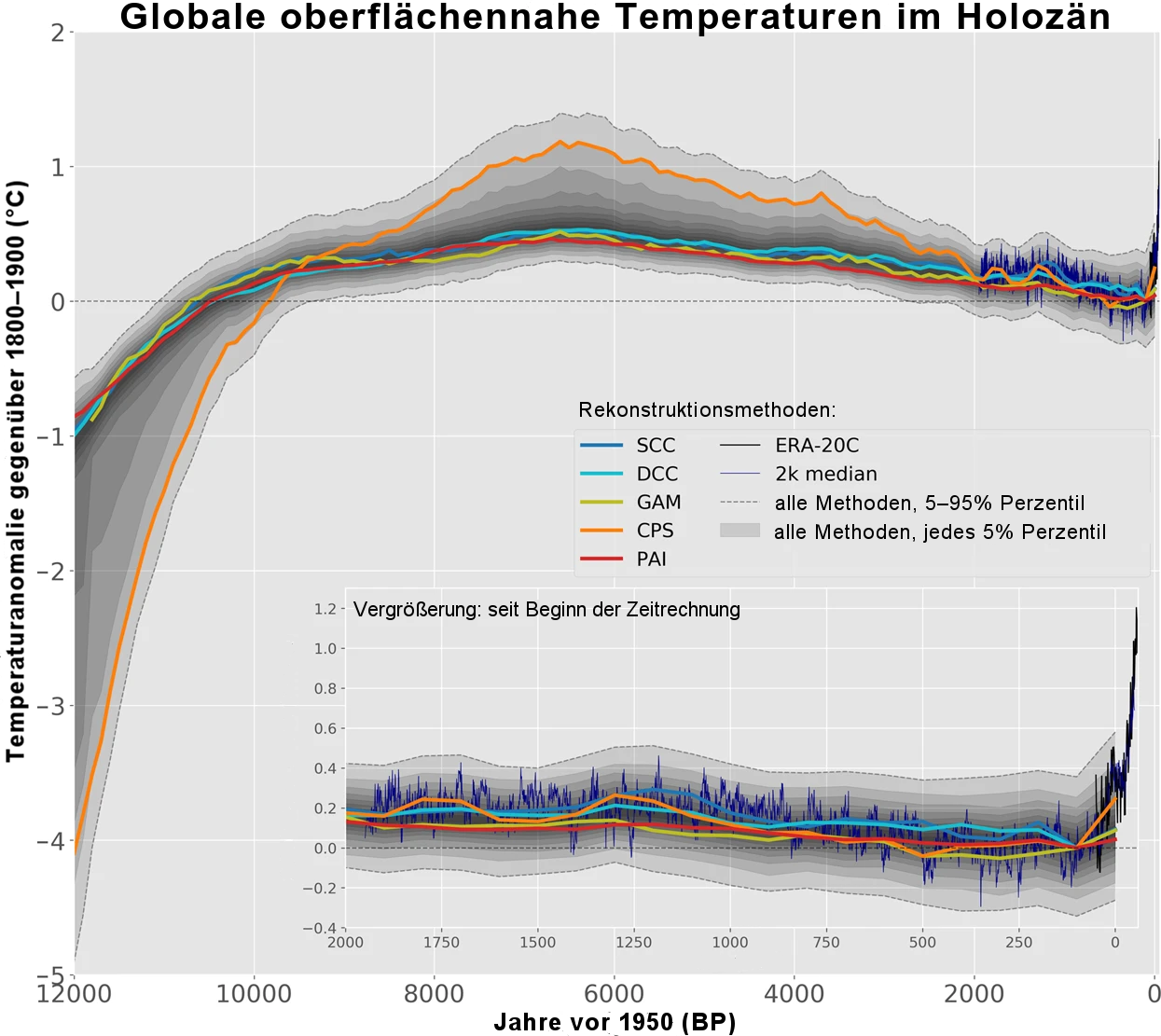
Rekonstruktion des Temperaturverlaufs der Erde während der letzten 12.000 Jahre

Die Temperaturen im Älteren Atlantikum vor 7600 Jahren BP lagen auf globaler Ebene etwa unter den Werten des bisherigen 21. Jahrhunderts. Die Warmphasen der Zeit waren regional und zeitlich sehr unterschiedlich ausgeprägt. Synthesen zahlreicher Klimaproxys deuten darauf hin, dass die bislang wärmste 200-Jahresperiode des Holozän in den Zeitraum 5000–4000 v. Chr. fiel und nördlich 30° Breite besonders ausgeprägt war. Sie war in etwa 0,2 bis 1,0 °C wärmer als der Zeitraum von 1850 bis 1900. Ab dem Mittleren und Späteren Atlantikum begann durch den langperiodischen Einfluss der Milanković-Zyklen ein allmählicher, bis nahe an die Gegenwart reichender Temperaturrückgang von durchschnittlich etwa 0,1 °C pro Jahrtausend, der erst im Laufe des 20. Jahrhunderts durch die anthropogen bedingte Erwärmung zunehmend kompensiert wurde. Die globale Durchschnittstemperatur der 2010er Jahre lag wahrscheinlich über der des holozänen Optimums; wegen der anhaltenden globalen Erwärmung werden dieses und auch die kommenden Jahrhunderte wärmer ausfallen.

### Meeresspiegel

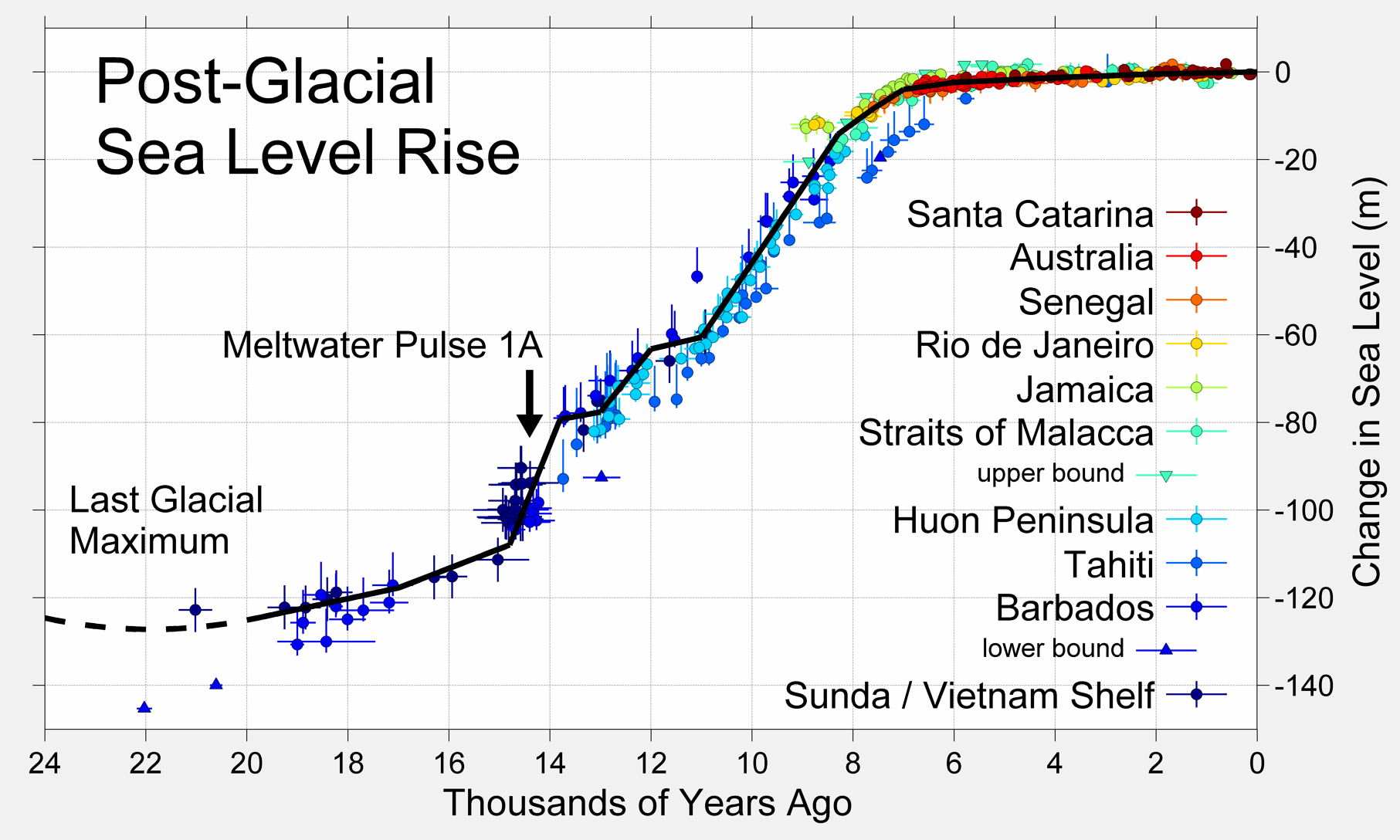
Der postglaziale Meeresspiegelanstieg

Die höheren Temperaturen führten zum starken Rückgang der Gletscher. Das Abschmelzen besonders der nordamerikanischen Gletscher führte zu einem Anstieg des Meeresspiegels. Dies wiederum hatte vermutlich ca. 6700 v. Chr. den Überlauf des Mittelmeers in das vorher (120 Meter?) tiefer gelegene Schwarze Meer (siehe Diskussion dort) zur Folge. In den Alpen schmolzen die Gletscher ca. 7000 v. Chr. sehr stark zurück, mit einem Wiedervorstoß ab ca. 4700 v. Chr.
Der Meeresspiegelanstieg des Boreals setzte sich auch im Älteren Atlantikum weiter fort. Zu Beginn des Atlantikums lag der Meeresspiegel noch etwa 30 Meter unter dem heutigen Niveau. Die Anstiegsrate betrug für das Ältere Atlantikum rund 1,5 Meter/Jahrhundert. Vor etwa 7000 Jahren BP schwächte sich der Anstieg ab und so befand sich am Ende des Atlantikums der Meeresspiegel bei 2 Meter unter heutigem NN. Die Anstiegsrate im Jüngeren Atlantikum betrug nur noch 3 Zentimeter/Jahrhundert.

#### Ostseeraum
Im Raum der heutigen Ostsee entstand kurz vor Beginn des Atlantikums um 7500 v. Chr. der Ancylussee, der durch isostatische Landhebung aus dem Yoldia-Meer hervorgegangen war. Das Niveau des Ancylussees lag etwas oberhalb des damaligen Meeresspiegels der Nordsee. Zwischen 6500 und 6000 v. Chr. wurde die Landbrücke zwischen Dänemark und Schweden durchbrochen, es bildete sich das Littorinameer. Diese marine Inkursion bewirkte im Ostseeraum einen Meeresspiegelanstieg um 15 Meter.

#### Nordseeraum
Die vor Beginn des Atlantikums um 9000 v. Chr. einsetzende Flandrische Transgression ließ den Meeresspiegel der Nordsee rasch ansteigen. Er erreichte um 6600 v. Chr. 45 Meter unter NN und um 5100 v. Chr. bereits 15 Meter unter NN. Danach kam es gegen Ende des Atlantikums zu einem Meeresspiegelrückgang bzw. -stillstand im Nordseeraum.

## Nordwesteuropäische Aspekte
Generell ist eine Verknüpfung des holozänen Wärmeoptimums mit paläobotanischen Untergliederungen, die allgemein nach Firbas (1949) definiert werden, problematisch. B. Frenzel (1993) bestreitet sogar, dass sich das Klima des Holozäns aus der Vegetation ablesen lasse, da der Mensch bereits frühzeitig und nachhaltig in diese eingegriffen habe:
Der Beginn des Atlantikums, gleich Beginn der Pollenzone VI nach Firbas, ist in diesem Sinne definiert durch die Wiedereinwanderung von Eichen und Erlen in den bis dahin herrschenden Kiefern-(Birken)wald. Dies geschah nördlich der Alpen ab dem 8. – 7. Jahrtausend v. Chr. Da die Wiedereinwanderung der verschiedenen Baumarten von Süden nach Norden erfolgte, ergeben sich in dieser Beziehung auch unterschiedliche Chronologien zwischen Süden und Norden, sowie günstigen und ungünstigen Standorten.
Das Atlantikum endet nach Firbas mit dem Ende seines zweiten Abschnitts, der Pollenzone VII, definiert durch zwei Ulmenrückgänge im 4. Jahrtausend v. Chr. Da nicht nur dieser Rückgang heute überwiegend auf anthropogenen Einfluss (verstärkte Schneitelung führt zu Splintkäfer- und Pilzbefall, vgl. Küster 2003:83) zurückgeführt werden muss, hat auch diese Einteilung keinen Bezug zu einem definierten Ende eines „Klimaoptimums“.

### Klimaverlauf

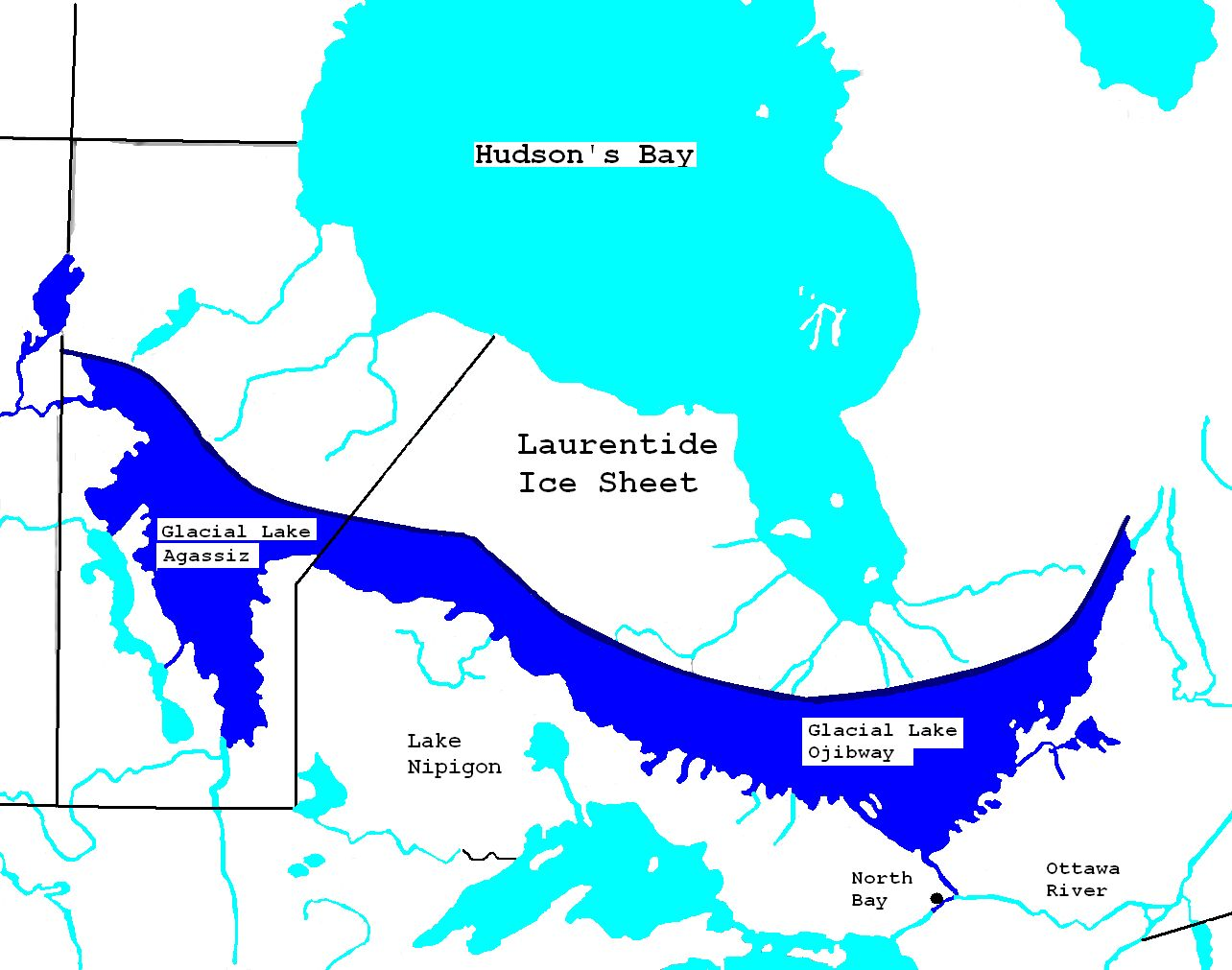
Karte der Vergletscherung am Lake Agassiz und Lake Ojibway ca. 7900 BP. Teller and Leverington, 2004 (U.S. Geological Survey)

Rekonstruierte grönländische Temperaturkurve.

Vermutlich war das Klima in Nordeuropa nicht nur wärmer (bis zu 2,5 °C) als am Ende des 20. Jahrhunderts, sondern auch feuchter.
Wegen eines zumindest für die nördliche Hemisphäre allgemein anerkannten scharfen Kälterückfalls zwischen 6300 und 6100 v. Chr. (im Alpenraum Misox-Schwankung; international „8.2 kiloyear event“) rechnen manche die Zeit davor noch zur Frühwärmezeit (Boreal), andere setzen ein „frühes“ Atlantikum an und korrelieren dies mit der Firbas-Pollenzone VI. Generell geben neuere Arbeiten, z. B. an der LMU-München, des Geo-Forschungsinstituts Hannover sowie des Instituts für Waldbau in Göttingen, für das Atlantikum jedoch – nach diesem Einschnitt – etwa 6000 v. Chr. an.
Die Misox-Schwankung folgte zeitlich dem endgültigen Auseinanderbrechen des Laurentischen Eisschildes, welches einen gigantischen Schmelzwasserpuls aus dem Ojibway- und dem Agassizsee in Nordamerika auslöste. Die Wassermassen bahnten sich ihren Weg über die Hudson Bay in den Nordatlantik. Der enorme Süßwassereintrag in den Nordatlantik unterband weitgehend die Entstehung von absinkendem höhersalinarem Wasser (Dichteunterschiede), die in hohen Breiten normalerweise infolge des Ausfrierens von Meereis erfolgt. Aufgrund dieser Störung der thermohalinen Zirkulation kam der Wärmetransport in den Nordatlantik über den Golfstrom zum Erliegen. Nachdem die Süßwasserzufuhr nach dem Abschmelzen der Eismassen und dem Auslaufen des Binnensees aufgehört hatte, stellte sich durch erhöhten Salzgehalt die Tiefenwasserbildung der thermohalinen Zirkulation wieder ein.

## Vegetationsgeschichtliche Entwicklung
Während des Atlantikums dehnten sich die Laubwälder der gemäßigten Zone Süd- und Mitteleuropas nach Norden aus und verdrängten den borealen Mischwald, der jedoch in Berglagen weiterhin fortbestand. So waren beispielsweise in Dänemark Mistel, Wassernuss (Trapa natans) und Efeu (Hedera helix) gegenwärtig. Die Graspollen waren jedoch generell rückläufig. Weichhölzer wie Birke und Kiefer wurden von aus südlichen Gefilden vorrückenden Harthölzern wie Eiche, Linden (Tilia cordata und Tilia platyphyllos), Buche, Hasel, Ulme (Ulmus glabra), Erle und Esche ersetzt. Dieser vegetationsgeschichtliche Abschnitt wird als Erlen-Ulmen-Linden-Zeit bezeichnet.
In Nordosteuropa wurde der Wald im Frühen Atlantikum nur wenig von dem generellen Temperaturanstieg betroffen. Der Wald bestand hier im Wesentlichen aus Kiefern, das Unterholz setzte sich aus Hasel, Erle, Birke und Weide zusammen. Nur rund 7 % des Pollenbestandes fiel hierbei auf breitblättrige Laubbäume, während der Abkühlungsphase des Mittleren Atlantikums ging dieser dann sogar wieder auf das Niveau des Boreals zurück. Mit dem Temperaturanstieg des Späten Atlantikums erhöhte sich der Anteil der breitblättrigen Laubbäume dann immerhin auf 34 %.
Ab 5500 bis 4500 v. Chr. drang dann entlang der Donau und des Rheins sowie deren nördlichen Nebenflüssen die Bandkeramische Kultur in die Wälder vor und setzte ihnen teilweise mit Brandrodung zu. Für ihre Viehhaltung wurden die sogenannte Waldweide (Hute) und die Laubheugewinnung (Schneitelwirtschaft) in einem engen funktionellen, saisonalen Zusammenhang betrieben. Gegen Ende des Atlantikums hatten sich Acker- und Weideland bereits über weite Teile Europas ausgedehnt und drängten die ursprünglichen Wälder jetzt immer mehr in Refugien zurück. Es ereignete sich ferner der so genannte Ulmenfall, ein jäher Rückgang des Ulmenpollens, der möglicherweise auf den menschlichen Anbau von Getreide und Gemüse zurückzuführen ist. Im daran anschließenden, kühleren Subboreal wurde der Wald dann erneut von offenen Wiesenlandschaften abgelöst.

## Fauna
Das beste Bild der Fauna des Atlantikums lässt sich anhand von Küchenabfällen der Ertebølle-Kultur Dänemarks gewinnen. Dänemark bildete damals einen Archipel, dessen menschliche Bewohner sich vorwiegend entlang der Küste angesiedelt hatten. Am Meer hatten sie reiche Fischgründe, und die Marschen wurden von Scharen von Seevögeln aufgesucht. Die Wälder wurden von sehr zahlreichem Großwild wie Hirschartigen und Schweineartigen durchstreift, aber auch an Kleinwild fehlte es nicht.
Durch die höheren Wasserstände wurden die Auswirkungen der toxischen Zone in der Ostsee abgeschwächt. Dadurch konnten sich jetzt relativ selten gewordene Taxa wie beispielsweise Anchovis Engraulis encrasicolus und der dreistachlige Stichling Gasterosteus aculeatus ausbreiten. Vorhanden waren auch Hechte, Renken, Heilbutt und Leng. In den Ästuaren wurden durch den Menschen des Mesolithikums drei Seehundarten sowie Wale bejagt.
Erwartungsgemäß waren Seevögel wie Sterntaucher, Prachttaucher und Basstölpel in der Überzahl. Selbst der Krauskopfpelikan (Pelecanus crispus), dessen Nordgrenze heutzutage in Südosteuropa verläuft, war damals in Dänemark verbreitet. Das Auerhuhn hielt sich wie auch heute in Waldgebieten auf.
Der Baumkronenbereich wurde von Kleinsäugern wie dem allgegenwärtigen Eichhörnchen Sciurus vulgaris bevölkert. Auch die Wasserfledermaus war sehr häufig. In den Wäldern jagten die Wildkatze, Baummarder, Europäischer Iltis (Mustela putorius) und Wolf.
Am Boden tummelten sich Großsäuger wie Reh, Rothirsch und Wildschwein, und unter den Prädatoren sind Wölfe, Luchse und Braunbären zu nennen. Ehemalige Bewohner des offenen Graslands wie der Auerochse und das Wildpferd waren wider Erwarten ebenfalls noch gegenwärtig. Die Wildpferde waren damals durch Bejagung noch nicht ausgestorben und auch nicht nur auf die Steppen Osteuropas beschränkt; sie wurden sowohl von den Menschen der Ertebølle-Kultur in Dänemark als auch in der ungarischen Steppe gejagt.

## Kulturelle Entwicklung
Das Atlantikum überdeckt im Wesentlichen das Spätmesolithikum sowie das Früh-, das Mittel- und das Jungneolithikum. Als Trägerkulturen fungierten im nordeuropäischen Raum (Baltikum, Dänemark, England, Norddeutschland und Schweden) die Maglemose-Kultur (9000 bis 6500 v. Chr.) für das Spätmesolithikum, sowie die Kongemose-Kultur (6000 bis 5200 v. Ä Chr.) und die Ertebølle-Kultur (5100 bis 4100 v. Chr.) für das frühe Neolithikum. Auf den Britischen Inseln ist ab 6000 v. Chr. das neolithische Larnian (Nordirland) und ab 4000 v. Chr. das Obanian (westliches Schottland) anzuführen. Im westlichen heutigen Nordrhein-Westfalen ist im Spätmesolithikum die Hülstener Gruppe anzutreffen.
Am Ende der Mittelsteinzeit traten in Europa die ersten bäuerlichen Kulturen auf, wie beispielsweise ab 5800–5500 v. Chr. die La-Hoguette-Gruppe im südwestlichen und ab 5500–4900 v. Chr. die Alföld-Linearkeramik sowie die Körös-Kultur im südöstlichen Mitteleuropa. Im eigentlichen Mitteleuropa herrschte zu diesem Zeitpunkt die Linearbandkeramik. Im nördlichen Mitteleuropa und in Südskandinavien entwickelte sich ab 4300 v. Chr. die Trichterbecherkultur.

### Beginn des Neolithikums
Im Vorderen Orient (mit Anatolien) war bis 6800/6500 v. Chr. bereits das Präkeramische Neolithikum B anzutreffen, das zwischen 6500 und 5500 v. Chr. vom Keramischen Neolithikum abgelöst wurde (im östlichen Mittelmeerraum ab 6200 v. Chr.). In Mitteleuropa erfolgte der Übergang zum Neolithikum ab 5500 v. Chr. mit der Bandkeramik, im Ostseeraum jedoch erst wesentlich später (ab 4300 v. Chr.) mit der Trichterbecherkultur.

### Megalithkultur
Die in Europa und im Mittelmeerraum parallel mit der Neolithisierung einhergehende Megalithkultur lässt sich mit Anlagen in der Normandie und der Nekropole von Bougon bis rund 4700 v. Chr. zurückverfolgen. Sie endete (nicht überall zeitgleich) mit dem ausgehenden Subboreal. Trägerkultur der Megalithanlagen war in Europa die Trichterbecherkultur.